# SAGOSAID
SAGOSAIDは、ギター／ボーカル SAGOによるソロプロジェクト、インディ・ユニット。

## 来歴
京都や名古屋を拠点に活動していたロックバンドshe saidのギター／ボーカル SAGOによるソロプロジェクト。レコーディング、ライブはSAGOを中心としたインディ・ユニットとして活動している。SAGOはシンマ（SAGOSAIDのギターを担当）とともに2021年10月から調布の音楽スタジオ「Studio REIMEI」を運営している 。

## メンバー

### メンバー
- SAGO（Gt./Vo.）

### ライブ／レコーディングメンバー
- シンマ/Shimmaboy（Gt.）[3][4][5][6][7][8][9]

- 田澤守（Gt.）[3][4][5]
- kimchang（Ba.）[3][4][5]
- Riku Ideuchi（Dr）[4]
- 寺本花菜子（Dr）[5]
- 藤村頼正（Dr.） [3]

- 木村伊織（Ba.）[6][7][8][9]
- カイチ（Dr.）[6][8][9]